# HD 101189
HD 101189，又名CP-61 2463，SAO 251505、HR 4487，是一颗恒星，视星等为5.135，位于銀經294.39，銀緯-0.18，其B1900.0坐标为赤經11h 33m 26.9s，赤緯-61° -0.18′ 23″。